# Super Freak
«Super Freak» es una canción del año 1981, perteneciente al cantautor estadounidense de funk y soul, Rick James. Es la quinta canción que forma parte de su álbum Street Songs, editado en ese mismo año y producido por el propio James. Es considerado como su mayor éxito.  
Esta canción cuenta con las voces de fondo de sus compañeros de la compañía discográfica Motown, The Temptations. El término freak (raro o anormal) es un argot para describir a una chica muy promiscua. La revista Rolling Stone la colocó en el número 477 de su lista de las 500 mejores canciones de todos los tiempos.
La base instrumental de «Super Freak» serviría nueve años más tarde (1990) para la canción «U Can't Touch This» del rapero MC Hammer. Rick James inició acciones legales hacia Hammer por utilizar la base de su canción «Super Freak» sin su consentimiento. El crédito se concedió después de que este demandase a Hammer por infracción de copyrights. Finalmente Hammer y Rick James compartieron los créditos de composición con Alonzo Miller (coautor de la letra), ya que el sampleo de la canción contiene el riff de apertura prominente de «Super Freak».
En 2020 el riff sería utilizado nuevamente, ahora para la canción «Vida Loca» de Black Eyed Peas. Además la canción fue sampleada por la rapera Nicki Minaj en su sencillo «Super Freaky Girl» del 2022.

## Lista de posiciones
| Lista (1981–82)                    | Mejor posición |
| ---------------------------------- | -------------- |
| Australia (Kent Music Report)      | 26             |
| Bélgica (Flandes) (Ultratop 50)    | 2              |
| Bélgica (VRT Top 30 Flandes)       | 4              |
| Canadá Canada Top Singles (RPM)    | 40             |
| Países Bajos (Dutch Top 40)        | 2              |
| Países Bajos (Mega Single Top 100) | 3              |
| Nueva Zelanda (Recorded Music NZ)  | 4              |
| US Billboard Hot 100               | 16             |
| US Billboard Hot Dance Club Play   | 1              |
| US Billboard Hot Soul Singles      | 3              |
| US Cashbox                         | 17             |
| US Record World                    | 14             |